# Чекмень (посёлок)
Чекмень — посёлок в Свердловской области России, административно подчинённый городу Кушве. Входит в Кушвинский муниципальный округ. Разъезд Свердловской железной дороги.
Ранее посёлок входил в состав Азиатского сельсовета города Кушвы.
Инфраструктура и промышленность в посёлке отсутствуют. Немногочисленное население трудоустроено на обслуживании железной дороги и ведёт сельское хозяйство.

## Географическое положение
Посёлок Чекмень расположен среди Уральских гор и тайги, в левобережье Туры, неподалёку от её истока. Посёлок находится к северо-западу от Екатеринбурга и Нижнего Тагила и к западу от города Кушвы.
В районе посёлка проходит железнодорожная магистраль Пермь — Нижний Тагил — Екатеринбург. На ней расположен остановочный пункт Вагановка. Чуть южнее посёлка от магистрали ответвляется линия на Качканар. На качканарской ветке расположен железнодорожный разъезд Чекмень. Все жилые дома посёлка расположены на одной улице вдоль разъезда.

## Население
| 2002 | 2010 |
| ---- | ---- |
| 2    | ↗8   |